# Contea di Sclafani Ansonica o Insolia
Il Contea di Sclafani Ansonica o Insolia è un vino DOC la cui produzione è consentita nelle province di Agrigento, Caltanissetta e Palermo.

## Caratteristiche organolettiche
- colore: giallo paglierino più o meno intenso
- odore: delicato, gradevole
- sapore: asciutto, sapido

## Produzione
Provincia, stagione, volume in ettolitri
- nessun dato disponibile